# Habrophorula ferruginipes
Habrophorula ferruginipes är en biart som beskrevs av Wu 1991. Habrophorula ferruginipes ingår i släktet Habrophorula och familjen långtungebin. Inga underarter finns listade i Catalogue of Life.